# Copa da Liga Japonesa de 2012
A Copa da Liga Japonesa 2012 é a 21ª edição da Copa da Liga Japonesa. Iniciou-se em março de 2012 e terminou em novembro do mesmo ano, com a final sendo jogada no Estádio Olímpico de Tóquio. O vencedor garante vaga na Copa Suruga Bank do ano seguinte, contra o campeão da Copa Sul-Americana de 2012. O campeão foi o Kashima Antlers. que novamente levantou o título, após vencer Shimizu S-Pulse, na prorrogação.
A Copa da Liga Japonesa é disputada em quatro fases, sendo na fase de grupos, as equipes são distribuídas em dois grupos - A e B - com exceção dos quatro times classificados a Liga dos Campeões Asiática que entram nas quartas. onde se juntam aos dois melhores de cada grupo, em jogos de ida e volta, assim como as semifinais, com a final em jogo único.

## Fase de grupos
| Legenda                          |
| Classificado às quartas-de-final |

### Grupo A
| Equipe              | Pts | J | V | E | D | GP | GC | SG |
| ------------------- | --- | - | - | - | - | -- | -- | -- |
| Cerezo Osaka        | 12  | 6 | 4 | 0 | 2 | 15 | 7  | +8 |
| Vegalta Sendai      | 12  | 6 | 4 | 0 | 2 | 11 | 5  | +6 |
| Júbilo Iwata        | 12  | 6 | 4 | 0 | 2 | 10 | 11 | -1 |
| Urawa Red Diamonds  | 9   | 6 | 3 | 0 | 3 | 12 | 10 | +2 |
| Sagan Tosu          | 9   | 6 | 3 | 0 | 3 | 8  | 16 | -8 |
| Sanfrecce Hiroshima | 4   | 6 | 1 | 1 | 4 | 8  | 11 | -3 |
| Kawasaki Frontale   | 4   | 6 | 1 | 1 | 4 | 7  | 11 | -4 |

### Grupo B
| Equipe              | Pts | J | V | E | D | GP | GC | SG |
| ------------------- | --- | - | - | - | - | -- | -- | -- |
| Shimizu S-Pulse     | 15  | 6 | 5 | 0 | 1 | 12 | 4  | +8 |
| Kashima Antlers     | 15  | 6 | 5 | 0 | 1 | 10 | 5  | +5 |
| Albirex Niigata     | 10  | 6 | 3 | 1 | 2 | 6  | 5  | +1 |
| Yokohama F. Marinos | 5   | 6 | 1 | 2 | 3 | 7  | 9  | -2 |
| RB Omiya Ardija     | 5   | 6 | 1 | 2 | 3 | 7  | 10 | -3 |
| Consadole Sapporo   | 5   | 6 | 1 | 2 | 3 | 6  | 11 | -5 |
| Vissel Kobe         | 4   | 6 | 1 | 1 | 4 | 6  | 10 | -4 |

## Fase finais
|  | Quartas-de-final     | Quartas-de-final | Quartas-de-final | Quartas-de-final |   |                 | Semifinais | Semifinais | Semifinais | Semifinais |  |  | Final           | Final |
|  |                      |                  |                  |                  |   |                 |            |            |            |            |  |  |                 |       |
|  | Nagoya Grampus       | 1                | 3                | 4                |   |                 |            |            |            |            |  |  |                 |       |
|  | Shimizu S-Pulse (gf) | 0                | 4                | 4                |   |                 |            |            |            |            |  |  |                 |       |
|  | Shimizu S-Pulse (gf) | 0                | 4                | 4                |   | Shimizu S-Pulse | 1          | 3          | 4          |            |  |  |                 |       |
|  |                      |                  |                  |                  |   | Shimizu S-Pulse | 1          | 3          | 4          |            |  |  |                 |       |
|  |                      | FC Tokyo         | 2                | 0                | 2 |                 |            |            |            |            |  |  |                 |       |
|  | FC Tokyo             | FC Tokyo         | 2                | 0                | 2 | 2               | 2          | 4          |            |            |  |  |                 |       |
|  | FC Tokyo             |                  |                  |                  |   | 2               | 2          | 4          |            |            |  |  |                 |       |
|  | Vegalta Sendai       | 2                | 1                | 3                |   |                 |            |            |            |            |  |  |                 |       |
|  |                      |                  |                  |                  |   |                 |            |            |            |            |  |  | Shimizu S-Pulse | 1     |
|  |                      |                  | Kashima Antlers  | 2                |   |                 |            |            |            |            |  |  |                 |       |
|  | Kashiwa Reysol       | 3                | 2                | 5                |   |                 |            |            |            |            |  |  |                 |       |
|  | Gamba Osaka          | 1                | 1                | 2                |   |                 |            |            |            |            |  |  |                 |       |
|  | Gamba Osaka          | 1                | 1                | 2                |   | Kashiwa Reysol  | 2          | 2          | 4          |            |  |  |                 |       |
|  |                      |                  |                  |                  |   | Kashiwa Reysol  | 2          | 2          | 4          |            |  |  |                 |       |
|  |                      | Kashima Antlers  | 3                | 2                | 5 |                 |            |            |            |            |  |  |                 |       |
|  | Cerezo Osaka         | Kashima Antlers  | 3                | 2                | 5 | 1               | 0          | 1          |            |            |  |  |                 |       |
|  | Cerezo Osaka         |                  |                  |                  |   | 1               | 0          | 1          |            |            |  |  |                 |       |
|  | Kashima Antlers      | 2                | 3                | 5                |   |                 |            |            |            |            |  |  |                 |       |

### Quartas de final
| Equipe 1        | Total    | Equipe 2       | 1.º jogo | 2.º jogo |
| --------------- | -------- | -------------- | -------- | -------- |
| Shimizu S-Pulse | 4–4 (gf) | Nagoya Grampus | 0–1      | 3-4      |
| Vegalta Sendai  | 3-4      | FC Tokyo       | 2–2      | 1–2      |
| Gamba Osaka     | 2-5      | Kashiwa Reysol | 1-3      | 1-2      |
| Kashima Antlers | 5-1      | Cerezo Osaka   | 2-1      | 3-0      |

### Semifinais
| Equipe 1        | Total | Equipe 2        | 1.º jogo | 2.º jogo |
| --------------- | ----- | --------------- | -------- | -------- |
| FC Tokyo        | 2-4   | Shimizu S-Pulse | 2-1      | 0-3      |
| Kashima Antlers | 5-4   | Kashiwa Reysol  | 3-2      | 2-2      |

## Premiação
| Copa da Liga Japonesa 2012        |
| --------------------------------- |
| Kashima Antlers Campeão 5º título |